# Galium peloponnesiacum
Galium peloponnesiacum är en måreväxtart som beskrevs av Friedrich Ehrendorfer och Franz Xaver Krendl. Galium peloponnesiacum ingår i släktet måror, och familjen måreväxter. Inga underarter finns listade i Catalogue of Life.